# Club Atlético Costa Brava
El Club Atlético Costa Brava es una institución deportiva de la ciudad de General Pico, provincia de La Pampa,  fundada el 21 de agosto de 1932. Actualmente participa en el Torneo Federal A, la tercera categoría del fútbol argentinopara los equipos de los clubes indirectamente afiliados a la AFA.
Regionalmente compite en la Liga Pampeana de Fútbol, donde es uno de los máximos ganadores con quince títulos, junto con Alvear Futbol de Intendente Alvear.

## Historia

### Fundación
Fue fundado el 21 de agosto de 1932 por un grupo de vecinos del entonces llamado barrio de "las ranas" (hoy Barrio Este), ubicado "detrás de las vías" como se los identificaba a los pueblos creados alrededor del ferrocarril. Su primera comisión directiva estuvo conformada por Bautista Matos como presidente, Plácido Luis como vicepresidente, Diodoro Guajardo como secretario, Manuel Granja como prosecretario, Práxedes Alonso como tesorero, Diego Mainz como protesorero, Ángel Valentín Pérez como secretario de actas; junto a los vocales Miguel Moreno, Julio Speranza, Emilio Somovilla, Manuel Bermúdez y Constantino Entiz.
El 20 de junio de 1979, se disputó un partido amistoso entre Costa Brava y Argentinos Juniors, con la presencia de Diego Maradona en el estadio entonces llamado “Diego Maínz”.

### Ascenso al Torneo Federal A
El 9 de febrero de 2025, tras ganar la respectiva final del Torneo Regional Federal Amateur frente a la CAI (CR), logró el ascenso al Torneo Federal A, por primera vez en su historia.
| Tabla Posiciones Grupo 10           |    |    |    |    |    |    |     |     |
| Equipo                              | PJ | PG | PE | PP | GF | GC | Dif | Pts |
| Club Atlético Costa Brava           | 6  | 4  | 1  | 1  | 8  | 4  | 4   | 13  |
| Club Atlético All Boys (Santa Rosa) | 6  | 3  | 1  | 2  | 10 | 7  | 3   | 10  |
| Club Atlético Santa Rosa            | 6  | 1  | 2  | 3  | 6  | 7  | −1  | 5   |
| Club Atlético All Boys (Trenel)     | 6  | 1  | 2  | 3  | 4  | 10 | −6  | 5   |

| (Clas) | Clasificados a la etapa eliminatoria. |

|  | Segunda ronda                     | Segunda ronda                     | Segunda ronda                     | Segunda ronda                     |              |                      | Tercera ronda        | Tercera ronda        | Tercera ronda        | Tercera ronda        |             |   | Cuarta ronda     | Cuarta ronda     | Cuarta ronda     |             |   | Quinta ronda     | Quinta ronda     | Quinta ronda     |  |
|  | 23 de noviembre al 1 de diciembre | 23 de noviembre al 1 de diciembre | 23 de noviembre al 1 de diciembre | 23 de noviembre al 1 de diciembre |              |                      | 7 al 15 de diciembre | 7 al 15 de diciembre | 7 al 15 de diciembre | 7 al 15 de diciembre |             |   | 5 al 12 de enero | 5 al 12 de enero | 5 al 12 de enero |             |   | 19 y 26 de enero | 19 y 26 de enero | 19 y 26 de enero |  |
|  |                                   |                                   |                                   |                                   |              |                      |                      |                      |                      |                      |             |   |                  |                  |                  |             |   |                  |                  |                  |  |
|  |                                   |                                   |                                   |                                   |              |                      |                      |                      |                      |                      |             |   |                  |                  |                  |             |   |                  |                  |                  |  |
|  | Costa Brava                       | 2                                 | 2                                 |                                   |              |                      |                      |                      |                      |                      |             |   |                  |                  |                  |             |   |                  |                  |                  |  |
|  | Costa Brava                       | 2                                 | 2                                 |                                   |              |                      |                      |                      |                      |                      |             |   |                  |                  |                  |             |   |                  |                  |                  |  |
|  | Atlético Villegas                 | 0                                 | 0                                 |                                   |              |                      |                      |                      |                      |                      |             |   |                  |                  |                  |             |   |                  |                  |                  |  |
|  | Atlético Villegas                 | 0                                 | 0                                 |                                   | Costa Brava  | 1                    | 2                    |                      |                      |                      |             |   |                  |                  |                  |             |   |                  |                  |                  |  |
|  |                                   |                                   |                                   |                                   | Costa Brava  | 1                    | 2                    |                      |                      |                      |             |   |                  |                  |                  |             |   |                  |                  |                  |  |
|  |                                   |                                   | All Boys (SR)                     | 1                                 | 0            |                      |                      |                      |                      |                      |             |   |                  |                  |                  |             |   |                  |                  |                  |  |
|  | Liniers (BB)                      | 1                                 | All Boys (SR)                     | 1                                 | 0            | 0                    |                      |                      |                      |                      |             |   |                  |                  |                  |             |   |                  |                  |                  |  |
|  | Liniers (BB)                      | 1                                 |                                   |                                   |              |                      |                      |                      |                      |                      |             |   |                  |                  |                  |             |   |                  |                  |                  |  |
|  | All Boys (SR)                     | 2                                 | 2                                 |                                   |              |                      |                      |                      |                      |                      |             |   |                  |                  |                  |             |   |                  |                  |                  |  |
|  | All Boys (SR)                     | 2                                 | 2                                 |                                   |              |                      |                      |                      |                      |                      | Costa Brava | 4 | 4                |                  |                  |             |   |                  |                  |                  |  |
|  |                                   |                                   |                                   |                                   |              |                      |                      |                      |                      |                      | Costa Brava | 4 | 4                |                  |                  |             |   |                  |                  |                  |  |
|  |                                   |                                   | Sporting (PA)                     | 3                                 | 0            |                      |                      |                      |                      |                      |             |   |                  |                  |                  |             |   |                  |                  |                  |  |
|  | Huracán (IW)                      | 2                                 | Sporting (PA)                     | 3                                 | 0            | 1                    |                      |                      |                      |                      |             |   |                  |                  |                  |             |   |                  |                  |                  |  |
|  | Huracán (IW)                      | 2                                 |                                   |                                   |              |                      |                      |                      |                      |                      |             |   |                  |                  |                  |             |   |                  |                  |                  |  |
|  | Deportivo Norte (MdP)             | 1                                 | 1                                 |                                   |              |                      |                      |                      |                      |                      |             |   |                  |                  |                  |             |   |                  |                  |                  |  |
|  | Deportivo Norte (MdP)             | 1                                 | 1                                 |                                   | Huracán (IW) | 0                    | 0                    | (4)                  |                      |                      |             |   |                  |                  |                  |             |   |                  |                  |                  |  |
|  |                                   |                                   |                                   |                                   | Huracán (IW) | 0                    | 0                    | (4)                  |                      |                      |             |   |                  |                  |                  |             |   |                  |                  |                  |  |
|  |                                   |                                   | Sporting (PA)                     | 0                                 | 0            | (5)                  |                      |                      |                      |                      |             |   |                  |                  |                  |             |   |                  |                  |                  |  |
|  | Atlético Mar del Plata            | 0                                 | Sporting (PA)                     | 0                                 | 0            | (5)                  | 2                    |                      |                      |                      |             |   |                  |                  |                  |             |   |                  |                  |                  |  |
|  | Atlético Mar del Plata            | 0                                 |                                   |                                   |              |                      |                      |                      |                      |                      |             |   |                  |                  |                  |             |   |                  |                  |                  |  |
|  | Sporting (PA)                     | 1                                 | 2                                 |                                   |              |                      |                      |                      |                      |                      |             |   |                  |                  |                  |             |   |                  |                  |                  |  |
|  | Sporting (PA)                     | 1                                 | 2                                 |                                   |              |                      |                      |                      |                      |                      |             |   |                  |                  |                  | Costa Brava | 1 | 3                |                  |                  |  |
|  |                                   |                                   |                                   |                                   |              |                      |                      |                      |                      |                      |             |   |                  |                  |                  | Costa Brava | 1 | 3                |                  |                  |  |
|  |                                   |                                   | Ferro Carril Sud (O)              | 0                                 | 0            |                      |                      |                      |                      |                      |             |   |                  |                  |                  |             |   |                  |                  |                  |  |
|  | Racing (O)                        | 2                                 | Ferro Carril Sud (O)              | 0                                 | 0            | 5                    |                      |                      |                      |                      |             |   |                  |                  |                  |             |   |                  |                  |                  |  |
|  | Racing (O)                        | 2                                 |                                   |                                   |              |                      |                      |                      |                      |                      |             |   |                  |                  |                  |             |   |                  |                  |                  |  |
|  | Alumni Azuleño                    | 0                                 | 1                                 |                                   |              |                      |                      |                      |                      |                      |             |   |                  |                  |                  |             |   |                  |                  |                  |  |
|  | Alumni Azuleño                    | 0                                 | 1                                 |                                   | Racing (O)   | 1                    | 2                    |                      |                      |                      |             |   |                  |                  |                  |             |   |                  |                  |                  |  |
|  |                                   |                                   |                                   |                                   | Racing (O)   | 1                    | 2                    |                      |                      |                      |             |   |                  |                  |                  |             |   |                  |                  |                  |  |
|  |                                   |                                   | Embajadores de Olavarría          | 0                                 | 2            |                      |                      |                      |                      |                      |             |   |                  |                  |                  |             |   |                  |                  |                  |  |
|  | Balompié                          | 1                                 | Embajadores de Olavarría          | 0                                 | 2            | 0                    |                      |                      |                      |                      |             |   |                  |                  |                  |             |   |                  |                  |                  |  |
|  | Balompié                          | 1                                 |                                   |                                   |              |                      |                      |                      |                      |                      |             |   |                  |                  |                  |             |   |                  |                  |                  |  |
|  | Embajadores de Olavarría          | 2                                 | 2                                 |                                   |              |                      |                      |                      |                      |                      |             |   |                  |                  |                  |             |   |                  |                  |                  |  |
|  | Embajadores de Olavarría          | 2                                 | 2                                 |                                   |              |                      |                      |                      |                      |                      | Racing (O)  | 0 | 0                |                  |                  |             |   |                  |                  |                  |  |
|  |                                   |                                   |                                   |                                   |              |                      |                      |                      |                      |                      | Racing (O)  | 0 | 0                |                  |                  |             |   |                  |                  |                  |  |
|  |                                   |                                   | Ferro Carril Sud (O)              | 1                                 | 0            |                      |                      |                      |                      |                      |             |   |                  |                  |                  |             |   |                  |                  |                  |  |
|  | Atlético Villa Gesell             | 0                                 | Ferro Carril Sud (O)              | 1                                 | 0            | 3                    | (5)                  |                      |                      |                      |             |   |                  |                  |                  |             |   |                  |                  |                  |  |
|  | Atlético Villa Gesell             | 0                                 |                                   |                                   |              |                      |                      |                      |                      |                      |             |   |                  |                  |                  |             |   |                  |                  |                  |  |
|  | Ferro Carril Sud (O)              | 1                                 | 2                                 | (6)                               |              |                      |                      |                      |                      |                      |             |   |                  |                  |                  |             |   |                  |                  |                  |  |
|  | Ferro Carril Sud (O)              | 1                                 | 2                                 | (6)                               |              | Ferro Carril Sud (O) | 2                    | 4                    |                      |                      |             |   |                  |                  |                  |             |   |                  |                  |                  |  |
|  |                                   |                                   |                                   |                                   |              | Ferro Carril Sud (O) | 2                    | 4                    |                      |                      |             |   |                  |                  |                  |             |   |                  |                  |                  |  |
|  |                                   |                                   | Villa Díaz Vélez                  | 2                                 | 0            |                      |                      |                      |                      |                      |             |   |                  |                  |                  |             |   |                  |                  |                  |  |
|  | Villa Díaz Vélez                  | 3                                 | Villa Díaz Vélez                  | 2                                 | 0            | 0                    | (5)                  |                      |                      |                      |             |   |                  |                  |                  |             |   |                  |                  |                  |  |
|  | Villa Díaz Vélez                  | 3                                 |                                   |                                   |              |                      |                      |                      |                      |                      |             |   |                  |                  |                  |             |   |                  |                  |                  |  |
|  | Atlético Ayacucho                 | 1                                 | 2                                 | (4)                               |              |                      |                      |                      |                      |                      |             |   |                  |                  |                  |             |   |                  |                  |                  |  |
|  | Atlético Ayacucho                 | 1                                 | 2                                 | (4)                               |              |                      |                      |                      |                      |                      |             |   |                  |                  |                  |             |   |                  |                  |                  |  |
|  |                                   |                                   |                                   |                                   |              |                      |                      |                      |                      |                      |             |   |                  |                  |                  |             |   |                  |                  |                  |  |

- Nota: En cada cruce, el equipo que ocupa la línea superior, definió la serie como local.

## Rivalidades
Su principal rival es Ferro Carril Oeste, también de la misma ciudad.

## Instalaciones

### Estadio
El estadio se encuentra emplazado en el campo deportivo que el club posee en la zona sur de la ciudad de General Pico llamado Nuevo Pacaembú, ubicado sobre la ruta provincial 1, siendo este uno de los estadios más importantes de la provincia de La Pampa.

## Palmarés

### Títulos regionales
Liga Pampeana de Fútbol (15): 1940, 1942, 1971, 1972, 1978, 1979, 1986, 1990, 1991, 1994, 2004, 2021, 2022, 2023, 2024

### Títulos provinciales
Torneo Provincial (3): 1991, 1999, 2000